# Scleroprocta slaviki
Scleroprocta slaviki is een tweevleugelige uit de familie steltmuggen (Limoniidae). De soort komt voor in het Palearctisch gebied.